# Gerd Schuchardt
Gerd Schuchardt (* 11. März 1942 in Erfurt) ist ein thüringischer Politiker (SPD), ehemaliger thüringischer Landtagsabgeordneter und Landesminister.

## Ausbildung und Beruf
Schuchardt besuchte von 1948 bis 1956 die Grundschule in Greiz und Erfurt. Danach absolvierte er eine Lehre als Funkmechaniker und war im Funkwerk Erfurt tätig. 1960 bis 1962 folgte die Militärzeit bei der NVA. Nach Besuch der ABF Halle von 1962 bis 1964 legte Schuchardt dort das Abitur ab. In der Zeit von 1964 bis 1969 studierte er Theoretische Elektrotechnik und Regelungstechnik an der Technischen Universität Ilmenau. Danach wurde er zum Dr.-Ing. promoviert und war bis 1989 wissenschaftlicher Mitarbeiter im Carl-Zeiss-Forschungszentrum in Jena. Er verfasste zahlreiche Publikationen zur Präzisionsmesstechnik.
1985 erhielt Schuchardt den Nationalpreis für Wissenschaft und Technik II. Klasse in einem Kollektiv für seine Arbeit auf dem Gebiet der Hochpräzisionstechnik.

## Politik
1990 trat er in die Sozialdemokratische Partei in der DDR ein. Diese wurde im Zuge der Wende zur SPD. Bei der ersten Landtagswahl im Oktober 1990 wurde Schuchardt in den Thüringer Landtag gewählt und war dort Fraktionsvorsitzender der SPD.
Nach dem Rücktritt von Ministerpräsident Josef Duchač (CDU) 1992 kandidierte Schuchardt für das Amt des Ministerpräsidenten. Er unterlag mit 27 zu 50 Stimmen dem CDU-Kandidaten Bernhard Vogel.
Bei der Wahl zum zweiten Thüringer Landtag 1994 kandidierte Schuchardt als Spitzenkandidat der SPD. Mit einem Zugewinn von 6,8 Prozentpunkten und einem Ergebnis von 29,6 Prozent der Stimmen erreichte die SPD zwar ihr bis heute bestes Ergebnis in Thüringen seit der Wiedervereinigung, vermochte es jedoch nicht, die CDU als stärkste Partei abzulösen.
In der neu gebildeten Großen Koalition unter Ministerpräsident Bernhard Vogel wurde er stellvertretender Ministerpräsident und Minister für Wissenschaft, Forschung und Kultur.
Von 1994 bis 1996 war er außerdem Landesvorsitzender der Thüringer SPD.
Nachdem die CDU bei der Wahl 1999 die absolute Mehrheit erlangt hatte und die SPD, deren Spitzenkandidat Richard Dewes anstelle Schuchardts wurde, nur drittstärkste Partei geworden war (18,5 %), schied die SPD und damit auch Schuchardt aus der Landesregierung aus. Gerd Schuchardt zog sich daraufhin aus dem politischen Leben zurück. Bei der Landtagswahl 2004 kandidierte er nicht mehr.

## Sonstige Ämter
Schuchardt hat Ehrenämter im MDR-Verwaltungsrat, in der Ernst-Abbe-Stiftung, im Kuratorium Deutsche Einheit Point Alpha und im Forum-Ost der SPD.

## Auszeichnungen
- Nationalpreis der DDR 1985
- Thüringer Verdienstorden 2005
- Ehrenbürger der Stadt Jena 2008
- Ehrenbürger der Friedrich-Schiller-Universität Jena 2015

## Familie
Schuchardt ist seit 1964 verheiratet mit der Ärztin Karin Schuchardt. Er hat zwei Kinder und vier Enkelkinder (Stand: 2010).